# Endurance (vaixell)
L'Endurance fou el nom de la goleta-bergantí de tres pals en la qual Sir Ernest Shackleton i una tripulació de 27 homes van navegar cap a l'Antàrtida en l'Expedició Transantàrtica Imperial de 1914–1917. El vaixell, originalment anomenat Polaris, va ser construït a la drassana de Framnæs i botat el 1912 des de Sandefjord, a Noruega. Quan un dels seus comissionats, el belga Adrien de Gerlache, va fer fallida, el propietari Lars Christensen va vendre el vaixell per menys del que la drassana havia cobrat. El vaixell va ser comprat per Shackleton el gener de 1914 per a l'expedició, que seria el seu primer viatge. Un any més tard, va quedar atrapada en la banquisa i finalment es va enfonsar al mar de Weddell, davant l'Antàrtida, el 21 de novembre de 1915. Tota la tripulació va sobreviure al seu enfonsament i finalment va ser rescatada el 1916 després d'emprar els bots del vaixell per viatjar a l'illa Elefant. Shackleton, el capità del vaixell, Frank Worsley, i quatre persones més van emprendre un nou viatge per buscar ajuda.
Les restes del naufragi de l'Endurance van ser descobertes el 5 de març de 2022, gairebé 107 anys després del seu enfonsament, per l'equip de recerca Endurance22. Es troba a 3.008 metres de profunditat i es troba en "un estat de conservació brillant". Les restes del naufragi estan designades com a lloc i monument històric protegit segons el Sistema del Tractat Antàrtic.

## Disseny i construcció
Dissenyat per Ole Aanderud Larsen, l'Endurance va ser construït a la drassana Framnæs de Sandefjord, Noruega. Va ser construït sota la supervisió del mestre constructor naval de fusta Christian Jacobsen, que era conegut per insistir que tots els homes que treballava a la seva feina no només fossin constructors navals qualificats, sinó també experimentats en la navegació a bord de vaixells baleners o foquers. Cada detall de la seva construcció havia estat planificat escrupolosament per garantir la màxima durabilitat: per exemple, cada unió i accessori estaven reforçats per a una màxima resistència (com ara dobles diagonals entre angles d'un rectangle).
El vaixell va ser botat el 17 de desembre de 1912 i inicialment va ser batejat com a Polaris, en honor a l'Estel del Nord. Feia 44 m de llargada, amb una mànega de 7,6 m, i mesurava 350 tones de pes brut. El seu propòsit original era proporcionar allotjament de luxe per a petits grups de turistes i caçadors aficionats a l'Àrtic com un iot de vapor amb capacitat per a trencar gel. Quan es va botar, tenia 10 cabines de passatgers, un menjador espaiós i una cuina (amb espai per a dos cuiners), una sala de fumadors, una cambra fosca per permetre que els passatgers revelessin fotografies, il·luminació elèctrica i fins i tot un petit bany.
Tot i que el seu buc semblava des de fora com el de qualsevol altre vaixell de mida comparable, no ho era. Va ser dissenyat per a condicions polars amb una construcció molt robusta. Els membres de la seva quilla eren quatre peces de roure massís, una sobre l'altra, que sumaven un gruix de 2.200 mm, mentre que els seus costats tenien entre 760 i 460 mm de gruix, amb el doble de quadernes del normal i les quadernes eren de doble gruix. Va ser construït amb taulons de roure i avet noruec de fins a 760 mm de gruix, folrats en fusta de Chlorocardium rodei, excepcionalment forta i pesada. La proa, que va ser dissenyada per topar amb el gel de front, havia rebut una atenció especial. Cada fusta havia estat feta d'un sol roure escollit de manera que la seva forma natural seguís la corba del disseny del vaixell. Un cop acoblades, aquestes peces tenien un gruix de 1.300 mm.
Dels seus tres pals, el de proa era d'aparell quadrat, i el pal major i el de messana tenien aparells de proa i popa, convertint-lo en un Bergantí goleta. A més de les veles, l'Endurance tenia una màquina de vapor de carbó de 350 CV (260 kW), cosa que feia que el vaixell pogués assolir velocitats de fins a 10,2 nusos (18,9 km/h).
En el moment de la seva botadura el 1912, l'Endurance era possiblement el vaixell de fusta més fort mai construït, amb la possible excepció del Fram, el vaixell utilitzat per Fridtjof Nansen i més tard per Roald Amundsen. Hi havia una diferència important entre els vaixells. El Fram tenia fons de conca, cosa que significava que si el gel es tancava contra ell, el vaixell quedaria comprimit cap amunt i cap a fora i no estaria subjecte a la pressió del gel en compressió. L'Endurance, en canvi, no estava pensada per congelar-se en gel gruixut, i per tant no estava dissenyada per sortir d'un aixafament. Durant l'expedició es va observar que, en canvi, tendia a resistir-se a ser aixafada per les clapes de gel flotant fins que el gel s'esquerdava per alleujar la pressió.

## Shackleton compra el Polaris
El Polaris va ser construït originalment per a l'explorador belga Adrien de Gerlache i el filantrop noruec Lars Christensen. Els problemes financers van portar a Gerlache a abandonar la seva associació, deixant Christensen incapaç de pagar a la drassana de Framnæs les quantitats finals per lliurar i equipar el vaixell. Durant més d'un any, Christensen va intentar sense èxit vendre el vaixell, ja que el seu disseny únic com a vaixell de transport de passatgers amb capacitat per al gel, amb relativament poc espai per a provisions i sense bodega, el feia inútil per a les indústries baleneres o de la caça de foques. Altrament, era massa gran, lenta i incòmoda per ser un iot de vapor privat. En el cas, Christensen va estar content de vendre el vaixell a Ernest Shackleton el gener de 1914 per 14.000 Lliures britàniques, cosa que va representar una pèrdua significativa per a Christensen, ja que amb prou feines cobria els pagaments pendents a Framnæs, i molt menys els costos totals de construcció del vaixell. L'autor Alfred Lansing informa que estava content "d'assumir la pèrdua per tal de promoure els plans d'un explorador de la talla de Shackleton". Shackleton no tenia els diners en aquell moment, però Christensen estava impacient perquè comprés el vaixell i va pagar el dipòsit ell mateix. Després que Shackleton comprés el vaixell, va ser rebatejat com a Endurance, seguint el lema de la família Shackleton, Fortitudine vincimus ("Amb perseverança vencem"). Originalment es va projectar que el vaixell estigués a punt a mitjans de maig, però la seva finalització es va endarrerir un mes.
Shackleton va fer traslladar el vaixell de Noruega a Londres. Va arribar al moll de Millwall a la primavera de 1914, i Shackleton va reunir equipament, provisions, finances i tripulació fins a finals de juliol. La coberta intermèdia es va convertir en una bodega de càrrega i la tripulació es va allotjar al castell de proa. La cambra fosca va romandre, a la popa de la caldera. La reforma també va veure el vaixell repintat de blanc i daurat a negre. Va conservar la gran estrella de cinc puntes a la popa que feia referència al seu nom original.
El seu nou equipament incloïa tres bots de vaixell. Dos eren cúters de rem de 6,4 m amb popa plana, comprats de segona mà a la indústria balenera. El tercer era un balener de rem de doble proa de 6,9 m construït per a l'expedició segons les especificacions elaborades per Frank Worsley, el nou capità de l'Endurance. Després de la seva reforma, l'Endurance va iniciar el curt viatge costaner fins a Plymouth l'1 d'agost de 1914, el dia que Alemanya va declarar la guerra a Rússia.

Segons sembla, per trobar tripulació per a l'Endurance, Shackleton va publicar un anunci a The Times que deia:
| « | Men wanted for hazardous journey. Small wages, bitter cold, long months of complete darkness, constant danger, safe return doubtful. Honour and recognition in case of success. (Es busquen homes per a un viatge perillós. Salaris baixos, fred intens, llargs mesos de foscor completa, perill constant, retorn segur dubtós. Honor i reconeixement en cas d'èxit.) | » |

Els viatges al Cercle Polar Antàrtic durant els 16 anys anteriors a la compra de l'Endurance havien tingut un èxit gairebé uniforme, amb només un vaixell, el balener Antarctic, de 30 anys d'antiguitat, que va ser aixafat pel gel. Com que es considerava que un vaixell construït expressament podia patir pocs danys en un mar on el gel aturava totes les onades, l'Endurance es va convertir en el primer vaixell a ser assegurat per al seu viatge. Tots els exemplars anteriors tenien la seva assegurança finalitzada a l'últim port d'escala abans del seu viatge cap al gel. Lloyd's de Londres i l'Indemnity Marine Insurance Company van subscriure l'Endurance per un valor de 15.000 lliures.

## Viatge
Embarcant-se en el seu viatge inaugural, L'Endurance va salpar de Plymouth el 8 d'agost de 1914 i va posar rumb a Buenos Aires, Argentina, sota el comandament de Worsley. Shackleton va romandre a Gran Bretanya, finalitzant l'organització de l'expedició i ocupant-se d'algunes tasques de recaptació de fons d'última hora. Aquest va ser el primer viatge important de l'Endurance després de la seva finalització i va equivaler a un viatge de posada a prova. Construït per al gel, el seu buc era considerat per molts dels seus tripulants massa arrodonit per a l'oceà obert.
Shackleton va agafar un vaixell de vapor fins a Buenos Aires i es va sumar a la seva expedició pocs dies després de l'arribada de l'Endurance. El 26 d'octubre de 1914, l'Endurance va salpar de Buenos Aires cap al que seria el seu últim port d'escala, l'estació balenera de Grytviken, a l'illa de Geòrgia del Sud, on va arribar el 5 de novembre. Va sortir de Grytviken el 5 de desembre de 1914, dirigint-se a les regions meridionals del mar de Weddell.
Dos dies després de sortir de Geòrgia del Sud, l'Endurance va trobar gel polar i el progrés es va alentir progressivament. Durant setmanes, l'Endurance es va obrir camí a través del gel, amb una mitjana de menys de 30 milles nàutiques (60 km) per dia. El 15 de gener de 1915, l'Endurance es trobava a menys de 370 km del seu destí, la badia de Vahsel. L'endemà al matí, es va albirar gel gruixut i a la tarda es va desenvolupar un vendaval. En aquestes condicions, aviat va ser evident que no es podia progressar, i l'Endurance es va refugiar a sotavent d'un gran iceberg encallat. Durant els dos dies següents, l'Endurance es va moure endavant i endarrere sota la protecció de l'iceberg. El 18 de gener, el vendaval va començar a moderar-se i l'Endurance va aixecar la gavia amb el motor a baixa velocitat. El gel s'havia allunyat del vent. El progrés es va fer lentament, fins que hores més tard l'Endurance es va trobar amb el gel una vegada més. Es va decidir avançar i treballar a través del gel, i a les 17:00 l'Endurance hi va entrar. Aquest gel era diferent del que s'havia trobat abans, i el vaixell aviat es va trobar entre gel gruixut però tou, i va quedar assetjat. El vendaval va augmentar en intensitat i va continuar bufant durant sis dies més des del nord cap a terra. El 24 de gener, el vent havia comprimit completament el gel del mar de Weddell contra la terra, deixant l'Endurance atrapat en el gel fins on podia veure la vista en totes direccions. Tot el que es podia fer era esperar que una ventada del sud comencés a empènyer en l'altra direcció, cosa que descomprimiria i obriria el gel.
A primera hora del matí del 24 de gener, va aparèixer una àmplia esquerda al gel a 50 iardes (46 m) davant del vaixell. Inicialment tenia 4,6 m d'amplada però 1,6 km de llargada, però a mig matí de l'endemà la esquerda tenia més de 0,40 km d'amplada, donant als homes de l'Endurance l'esperança que el gel s'estigués trencant. Però la ruptura mai va arribar al vaixell, i malgrat tres hores a tota vela i a tota velocitat del motor, el vaixell no es va moure. Durant els dies següents, la tripulació va esperar que el vendaval del sud alliberés la pressió sobre el gel, però tot i que el vent va tornar a la direcció sud/sud-oest esperada, va romandre fluix i erràtic. Les temperatures inusualment baixes d'uns -19 °C també van mantenir el gel unit. Es van observar trencaments ocasionals al gel, però cap va arribar al vaixell i tots es van tancar en poques hores.
El 14 de febrer, es va obrir un canal d'aigua obert a 0,40 km per davant del vaixell i l'alba va mostrar que l'Endurance estava flotant en una bassa de gel tou i jove de no més de 0,61 m de gruix, però la bassa estava envoltada per gel sòlid de 3,7 a 5,5 m de gruix, que bloquejava el camí cap a la boca oberta. La tripulació va treballar durant tot un dia per obrir un canal lliure de 140 m de llarg. Aquesta feina va continuar fins al dia següent (15 de febrer) i, amb el vapor aixecat, l'Endurance va quedar enrere dins de la seva bassa tant com va poder per permetre que el vaixell s'obrís pas a través del canal. A mesura que el vaixell anava enrere per a successius intents, es van lligar cordes des de la proa a blocs de gel solts, que s'estima que pesen 20 tones, per tal de relaxar la pressió de tancament. La bassa va resultar massa petita perquè el vaixell agafés prou impuls per sortir-ne a cops i, al final del dia, el gel va començar a congelar-se de nou. A les 3:00 de la tarda, l'Endurance havia fet 180 m de distància a través del gel, amb 370 m encara per anar a l'aigua líquida. Shackleton va decidir que el consum de carbó i mà d'obra, i el risc de danys al vaixell, eren massa grans i va ordenar una aturada.

### Deriva

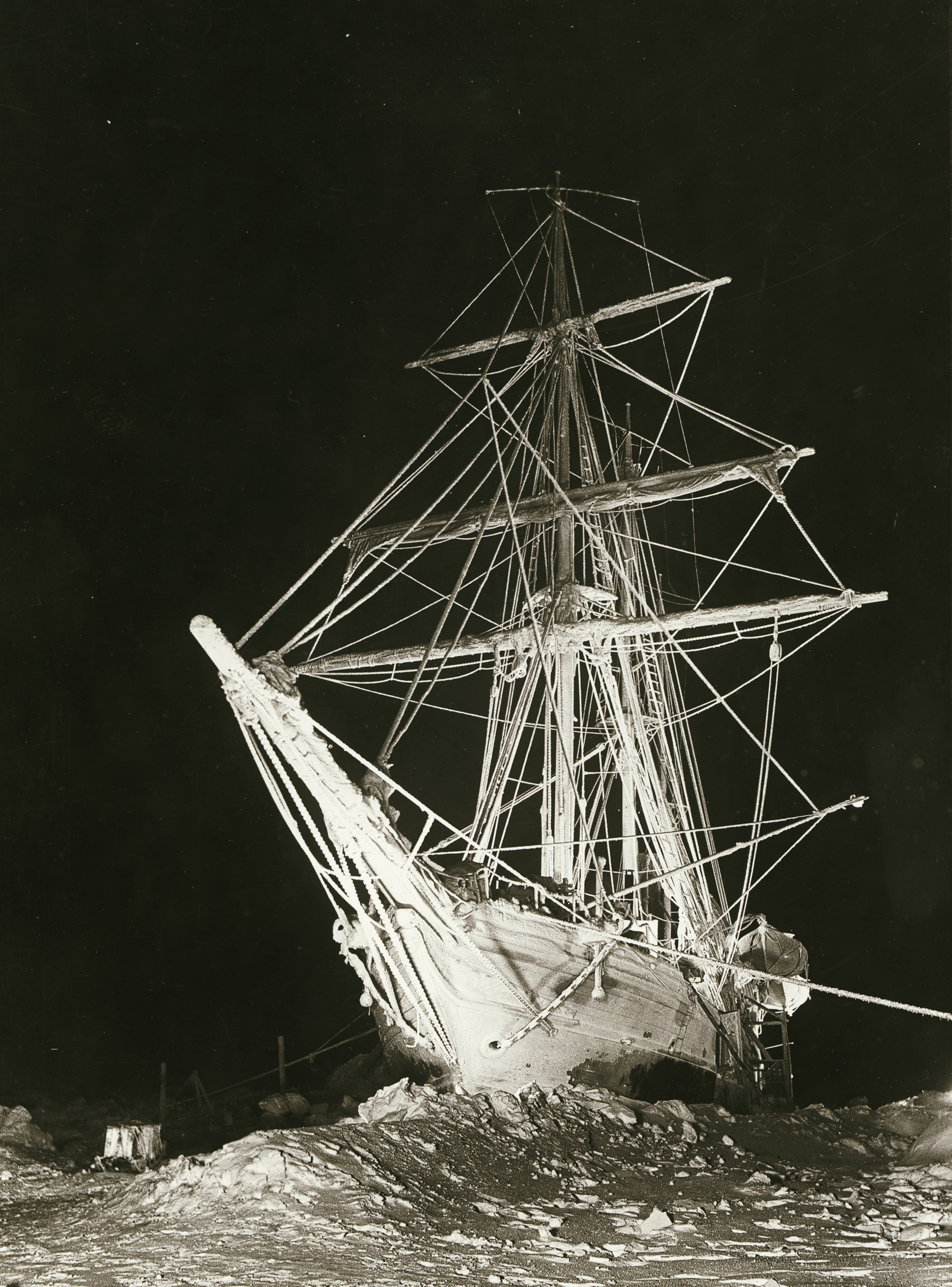
Vaixell enllumenat i fotografiat per la nit.1915. Llibreria estatal de Nova Gal·les del Sud.

Després d'aquesta frustració, les calderes de l'Endurance es van apagar, fent que el vaixell anés a la deriva amb el gel fins que es va alliberar de manera natural. El 17 de febrer, el sol es va pondre sota l'horitzó a mitjanit, indicant el final de l'estiu antàrtic. El 24 de febrer, es van cancel·lar les guàrdies regulars al vaixell, i l'Endurance ara funcionava com a estació a la costa. El vaixell havia anat a la deriva lentament cap al sud i en aquest punt es trobava a menys de 97 km del punt de desembarcament previst a la badia de Vahsel. Però el terreny gelat entre el vaixell i la costa era massa ardu per recórrer-lo amb els materials i subministraments necessaris per a l'expedició terrestre.
Al març, l'observació de navegació va mostrar que el vaixell (i la massa de gel que el contenia) encara es movia, però ara girava cap a l'oest-nord-oest i augmentava la velocitat de la seva deriva, movent-se 210 km entre principis de març i el 2 de maig, quan el sol va desaparèixer sota l'horitzó i va començar el fosc hivern antàrtic.
El 14 de juliol de 1915, l'Endurance va ser escombrat per un vendaval del sud-oest, amb vents de 112 km/h, una lectura del baròmetre de 978 hPa (28,88 inHg) i temperatures que van baixar fins a -36 °C. La tempesta de neu va continuar fins al 16 de juliol. Això va trencar el gel en blocs individuals més petits, cadascun dels quals va començar a moure's de manera semiindependent sota la força del temps, alhora que netejava l'aigua al nord del mar de Weddell. Això va proporcionar un llarg camí perquè el vent del sud bufés i després el gel trencat s'acumulés contra si mateix mentre les parts individuals es movien en diferents direccions. Això va causar regions d'intensa pressió localitzada al camp de gel. El gel va començar a "treballar", amb sons de gel trencant-se i xocant audibles per als que eren al vaixell durant l'endemà. Es van detectar trencaments al gel, però cap es va acostar al gel que contenia l'Endurance.
Durant el juliol, el vaixell va anar a la deriva 260 km més cap al nord. El matí de l'1 d'agost, una ona de pressió va travessar la placa de gel que sostenia el vaixell, aixecant l'Endurance de 400 tones cap amunt i escorant-lo bruscament cap a babord abans que caigués a un bassal d'aigua, tornant a surar per primera vegada en gairebé sis mesos. Les seccions trencades de la placa de gel van tancar el vaixell per tots els costats, sacsejant l'Endurance cap endavant, cap enrere i cap als costats de manera violenta contra les altres lloses de gel. Després de més d'un quart d'hora, una força de popa va empènyer la proa del vaixell cap amunt sobre la placa de gel, aixecant el buc fora de la pressió i amb una escora de cinc graus cap a babord. Un vendaval durant la nit va pertorbar encara més la placa de gel, empenyent-la contra el costat d'estribord del buc i forçant una làmina de gel cap amunt en un angle de 45 graus fins que va arribar al nivell dels embornals. Malgrat la dura experiència dels darrers dies, el vaixell va romandre intacte.

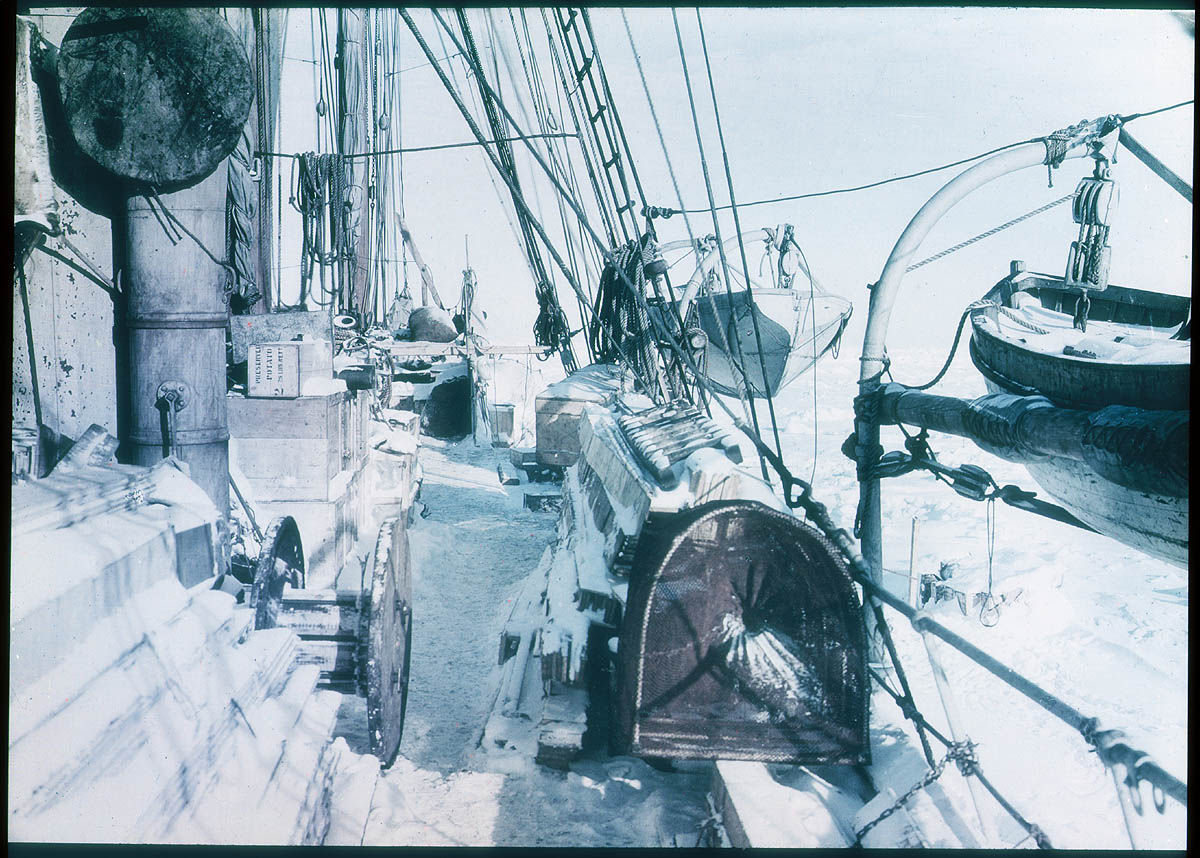
Coberta de l'Endurance encallat mentre la posició era vertical.

Dues ones de pressió van colpejar el vaixell el 29 d'agost sense incidents. El vespre del 31 d'agost, una pressió que creixia lentament es va apoderar de l'Endurance, fent que el seu buc i les seves bigues cruixissin i tremolessin contínuament. El gel al voltant del vaixell es va moure i es va trencar durant tota la nit, colpejant el costat de babord del buc. Tot va tornar a estar en silenci fins a la tarda del 30 de setembre, moment en què hi havia signes de primavera amb deu hores de sol al dia i lectures de temperatura ocasionals per sobre del punt de congelació. Un gran bloc de gel va ser escombrat contra la proa de babord de l'Endurance i després es va aferrar a aquest costat del vaixell contra el gel i la neu acumulats a la mànega d'estribord. L'estructura del vaixell va gemegar i es va deformar sota la tensió. El fuster Harry McNish va observar que les bigues de roure massís que sostenien la coberta superior es doblegaven visiblement "com un tros de canya". A coberta, els pals del vaixell es movien endavant i endarrere a mesura que els seus punts de pas a la quilla es deformaven. Malgrat aquests signes desconcertants, Worsley va assenyalar que la força de l'estructura del vaixell estava provocant que el gel es trenqués a mesura que s'acumulava contra el buc: "just quan sembla que ja no pot aguantar més, l'enorme bloc de gel que pesa possiblement un milió de tones o més cedeix al nostre petit vaixell esquerdant-se... i així alleuja la pressió. El comportament del nostre vaixell al gel ha estat magnífic. Sens dubte, és el millor petit vaixell de fusta mai construït". Malgrat això, les cobertes del vaixell van quedar permanentment deformades després d'aquesta prova.

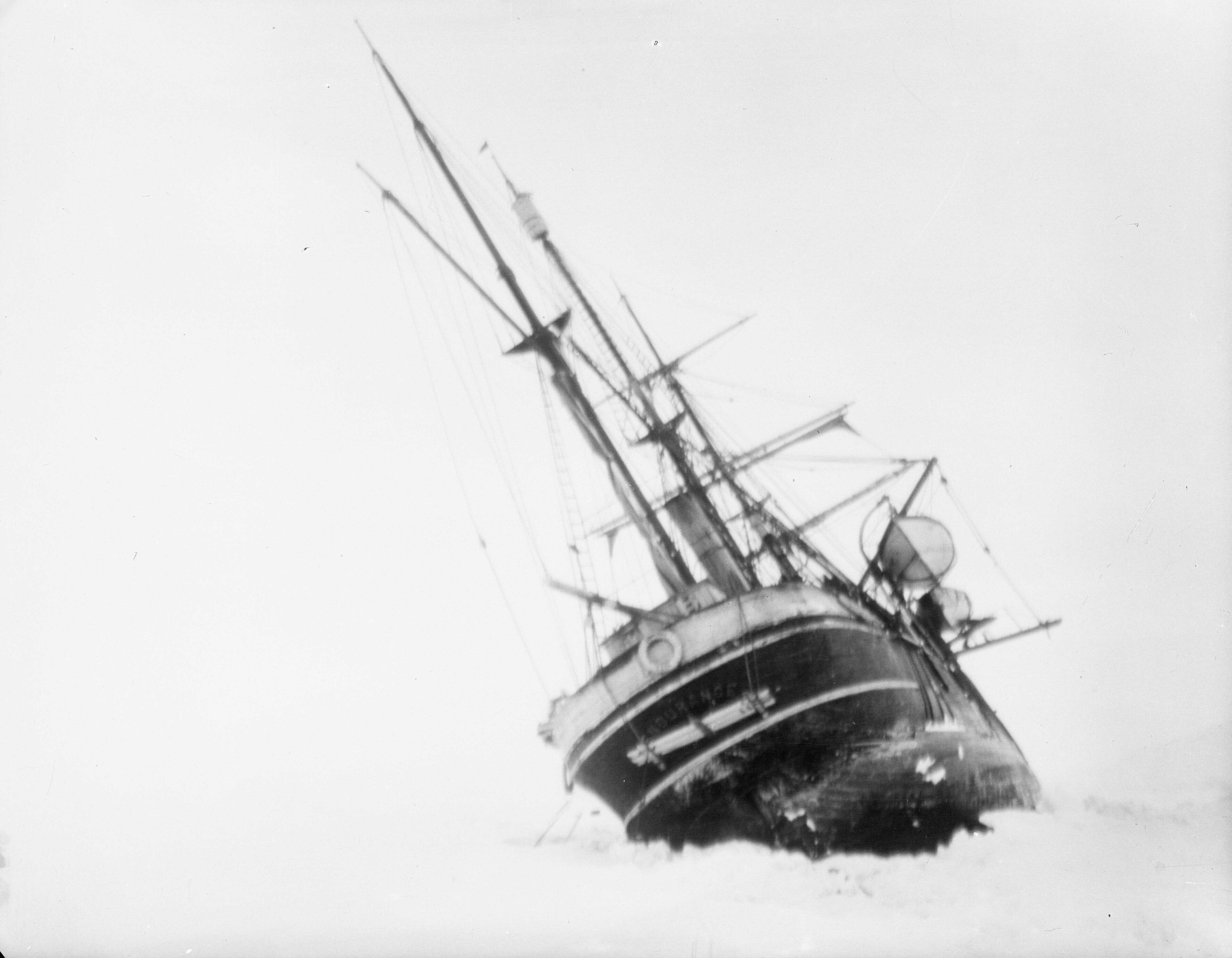
Endurance, de gaidó per causa dels esforços del gel

### Destrucció final

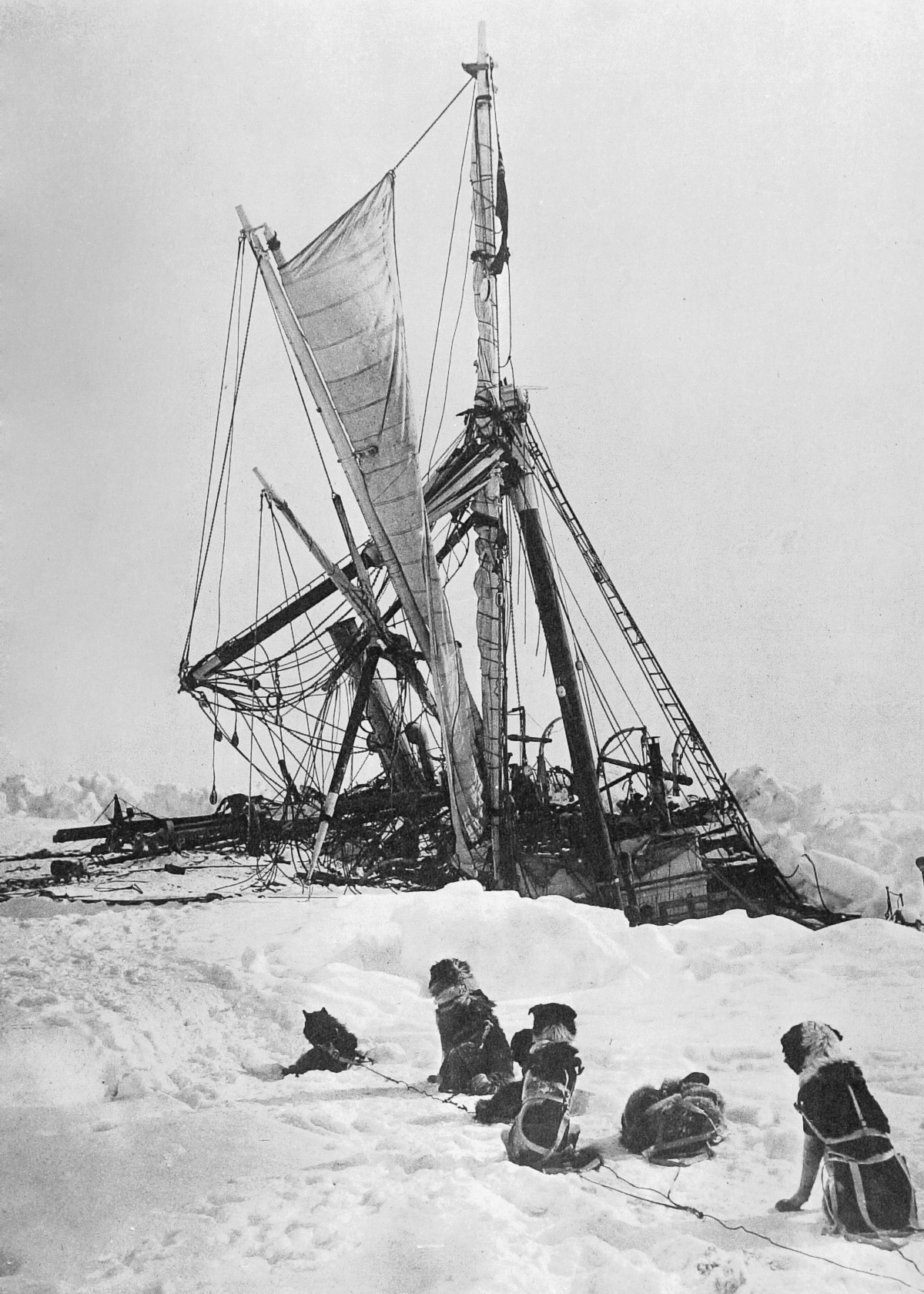
Moment de l'enfonsament. Novembre 1915

A l'octubre, es van registrar temperatures de fins a gairebé -2 °C i el gel va mostrar més signes d'obertura. El banc de gel contra l'estribord del vaixell es va trencar el 14 d'octubre, deixant l'Endurance a flotació en un bassal d'aigua oberta per primera vegada en nou mesos.
El 16 d'octubre, Shackleton va ordenar que es pugés vapor perquè el vaixell pogués aprofitar qualsevol obertura al gel. Van trigar gairebé quatre hores a omplir les calderes amb aigua dolça fosa del gel, i després es va descobrir una fuita en una de les connexions i es van haver de bombar, reparar i després tornar a omplir. L'endemà es va veure una obertura d'aigua davant del vaixell. Només s'havia encès una caldera i no hi havia prou vapor per utilitzar el motor, de manera que es van preparar totes les veles per intentar forçar el vaixell cap al gel que s'afluixava, però sense èxit.
A la tarda del 18 d'octubre, el gel es va tornar a tancar al voltant de l'Endurance. En només cinc segons, el vaixell es va inclinar a babord 20 graus, i l'escora va continuar fins que es va aturar a 30 graus, amb la borda de babord recolzada sobre el gel els bots d'aquell costat gairebé tocant el gel mentre penjaven dels seus pescants.  Després de quatre hores en aquesta posició, el gel es va separar i el vaixell va tornar a una quilla anivellada.
El gel va estar relativament quiet durant la resta del mes. El 20 d'octubre es va tornar a augmentar el vapor i es van provar els motors. El 22 d'octubre, la temperatura va baixar bruscament de -12 °C a -26 °C i el vent va girar del sud-oest al nord-est, i l'endemà, es van poder veure crestes de pressió formant-se al gel i movent-se a prop del vaixell.
El 24 d'octubre, el vaixell danyat va ser sacsejat per noves ones de pressió, que el van atrapar entre els dos blocs de gel. Una gran massa de gel va xocar contra la popa, arrencant el pal de popa del tauló del buc. Més o menys al mateix temps, el tauló de proa va ser cremat, provocant inundacions simultànies a la sala de màquines i a la bodega de proa. Tot i utilitzar les bombes manuals portàtils i generar vapor per accionar les bombes de sentina principals, el nivell de l'aigua va continuar pujant. Les bombes principals de coberta accionades per humans no van funcionar, ja que les seves preses d'aigua s'havien congelat i només es podien restaurar abocant galledes d'aigua bullent a les canonades de la bomba des de dins dels dipòsits de carbó i després passant un bufador sobre la vàlvula d'admissió. McNish va construir una arqueta al túnel de l'eix per segellar l'àrea de popa danyada mentre la tripulació es disposava en períodes de 15 minuts encesos i 15 minuts apagats a la bomba principal. Després de 28 hores de treball continu, l'entrada d'aigua només s'havia aturat: el vaixell encara estava greument inundat. A les 21:00, Shackleton va ordenar que els bots, les provisions i l'equip essencial del vaixell fossin traslladats al gel circumdant. Els peus de la sala de màquines estaven aixecats i ja no es mantenien al seu lloc a mesura que el compartiment estava comprimit. El tauló del costat de babord del vaixell s'inclinava cap a dins fins a 15 cm.
Amb temperatures que oscil·laven entre els -22,5 °C del matí i els -27 °C del vespre, Shackleton va donar l'ordre d'abandonar el vaixell el 27 d'octubre cap a les 17:00. La posició en el moment de l'abandonament era 69° 05'S, 51° 30'O. Durant el transcurs de l'endemà, es van enviar grups de tornada al vaixell per recuperar més subministraments i provisions. Van descobrir que tot el costat de babord de l'Endurance havia estat empès cap a dins i comprimit, i que el gel havia omplert completament les seccions de proa i popa; només una de les sis cabines no havia estat perforada pels blocs de gel. Shackleton va escriure que tota la popa del vaixell "havia estat aixafada en forma de concertina", el motor de proa va ser empès cap a la cuina i els bidons de gasolina apilats a coberta van ser empesos a través de la paret de la coberta fins a la meitat de la sala d'estar. El Blue Ensign del vaixell va ser hissat al seu pal de mesana perquè, en paraules de Shackleton, "s'enfonsés amb les banderes onejant".
Després d'un intent fallit de transportar els bots i les provisions per terra amb trineus, Shackleton es va adonar que l'esforç era massa intens i que el grup hauria d'acampar sobre el gel fins que els portés cap al nord i es desfés. Es van enviar més grups de tornada a l'Endurance, encara amb els seus pals i aparells intactes i tots menys la seva proa per sobre del gel, per salvar els elements restants. Aleshores, dos dies després d'abandonar-lo, el vaixell estava submergit fins al castell de proa. Una gran part de les provisions s'havien deixat a la coberta inferior submergida. L'única manera de recuperar-les era tallar la coberta principal, que tenia més d'un peu de gruix en alguns llocs i estava sota un metre d'aigua. Alguns caixons i caixes van surar un cop es va fer un forat, mentre que d'altres es van recuperar amb una pinça. En total, es van recuperar gairebé 3,5 tones de provisions del vaixell naufragat.

El grup encara estava acampat a menys de 3,2 km de les restes de l'Endurance el 8 de novembre quan Shackleton va tornar al vaixell per considerar més treballs de salvament. En aquell moment, el vaixell s'havia enfonsat 46 cm més al gel i la coberta superior estava gairebé a l'alçada del gel. L'interior del vaixell estava gairebé ple de gel i neu compactats, cosa que feia impossible continuar treballant.
El 13 de novembre, una nova onada de pressió va escombrar la banquisa. El pal major i els masts de gavia de proa es van esfondrar quan la proa va ser finalment aixafada. Aquests moments van ser enregistrats en pel·lícula pel fotògraf de l'expedició Frank Hurley. El pal major es va partir prop de la seva base i poc després el pal major i el pal de mesana es van trencar i es van esfondrar junts, i això també va ser filmat per Hurley.
A última hora de la tarda del 21 de novembre, Es va notar moviment de les restes restants quan una altra ona de pressió va colpejar. En l'espai d'un minut, la popa de l'Endurance es va aixecar del gel a mesura que els flocs es movien junts i després, a mesura que la pressió passava i es separaven, tot el naufragi va caure a l'oceà. El gel que envoltava el lloc on l'Endurance s'havia enfonsat es va tornar a moure immediatament, obliterant qualsevol rastre del naufragi. Worsley va registrar la posició com a 68°39′30″ S, 52°26′30″ O, però no va poder obtenir una vista de sextant en aquell moment i va basar la posició en la d'Ocean Camp al migdia del dia següent.

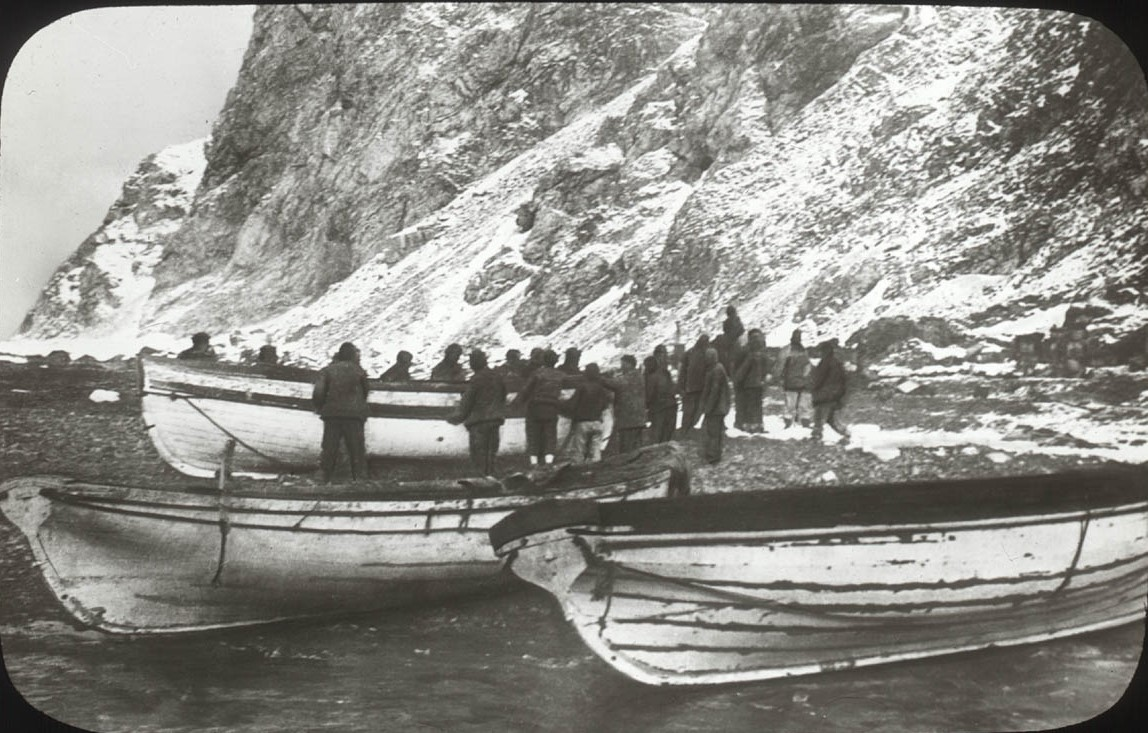
Bots falcats a la platja després d'arribar a l'Illa Elefant

## Conseqüències

Recorregut de l'exploració de l'Endurance.

La tripulació va romandre acampada sobre el gel amb l'esperança que el banc de gel els acostés a una de les diverses illes. L'abril de 1916, van partir amb els tres bots de l'Endurance i finalment van desembarcar a l'illa Elefant. Com que l'illa era remota i rarament visitada, Shackleton va decidir que calia buscar ajuda. El 24 d'abril, ell, Worsley i quatre persones més van iniciar un viatge en un bot, anomenat James Caird, cap a Geòrgia del Sud. Després d'arribar a Geòrgia del Sud, Shackleton va treballar en l'organització d'una missió de rescat per als que havien quedat a l'illa Elefant. Shackleton i Worsley van fer tres viatges en diferents vaixells que no van poder travessar el gel per arribar-hi. 
El quart intent es va fer al Yelcho (prestat pel govern xilè), pobrament equipat, però va tenir èxit. Malgrat la incertesa de les condicions del viatge (com ara que el vaixell no tenia ràdio o tenia doble buc), els vint-i-dos membres de la tripulació que havien romàs a l'illa Elefant van ser rescatats sans i estalvis el 30 d'agost de 1916, 128 dies després que Shackleton hagués marxat al James Caird..
La recuperació real dels homes en la platja es va fer tan ràpidament com va ser possible, abans que el gel es tornés a tancar. Però, fins i tot amb aquesta pressa, es va tenir cura de recopilar tots els registres i fotografies de l'expedició, ja que aquests donaven l'única esperança que Shackleton pagués les despeses de l'expedició fallida. Mentrestant, el comandant de Yelcho, Luis Pardo, va ser ràpidament considerat un heroi nacional a Xile, i el govern britànic li va concedir una gran recompensa monetària, que va rebutjar.

## Restes de l'enrunament
El 1998, les restes trobades a Stinker Point, al costat sud-oest de l'illa Elephant, es van identificar incorrectament com a restes flotants del vaixell. En canvi, provenien del naufragi del vaixell caça de foques de Connecticut Charles Shearer del 1877. El 2001, el caçador de restes David Mearns va planificar sense èxit una expedició per trobar les restes de l'Endurance.  El 2003, dos grups rivals estaven fent plans per a una expedició per trobar les restes, però en aquell moment no es va organitzar cap expedició.
El 2010, Mearns va anunciar un nou pla per buscar el naufragi. El pla estava patrocinat per la National Geographic Society, però estava subjecte a la cerca de patrocini per a la resta del cost estimat de 10 milions de dòlars. Un estudi del 2013 d'Adrian Glover, del Museu d'Història Natural de Londres, va suggerir correctament que el corrent circumpolar antàrtic podria preservar el naufragi al fons marí mantenint allunyats els "cucs dels vaixells" que perforen la fusta. Una expedició al mar de Weddell per localitzar i possiblement fotografiar el naufragi utilitzant vehicles submarins autònoms de llarg abast (AUV) va estar en marxa durant l'estiu antàrtic del 2018-2019. L'expedició va fracassar quan els submarins d'exploració AUV es van perdre sota el gel.
Després d'examinar els llibres de registre originals de Frank Worsley que es conserven al Museu de Canterbury, Christchurch, Nova Zelanda, i d'estudiar de prop els seus mètodes de navegació, Lars Bergman i Robin Stuart van publicar una anàlisi de la probable posició del naufragi en relació amb la posició indicada al registre.
Els experts van especular que el naufragi descansava en un terreny pla a uns 3.000 metres, sense ser alterat per una deposició massiva de sediments i amb poca o cap erosió. Segons Julian Dowdeswell, del Scott Polar Research Institute, les condicions conegudes del fons marí suggerien que l'Endurance no hauria de patir danys i que probablement estaria en el mateix estat en què es va enfonsar a la banquisa el 1915. També va assenyalar que qualsevol intent futur de trobar l'Endurance seria un "complement" a altres expedicions científiques importants a la zona, com la del 2019, que es va llançar principalment per estudiar la fusió i el retrocés de les plataformes de gel de Larsen.
El juliol de 2021, el Falklands Maritime Heritage Trust va anunciar l'Endurance22, una nova expedició per buscar el naufragi de l'Endurance que encetaria a principis de 2022 utilitzant la tecnologia submergible de Saab. Si es trobés, el naufragi no seria torbat ni alterat, sinó escanejat en 3D.
El 7 de febrer de 2022, Lars Bergman, David Mearns i Robin Stuart van publicar una preimpressió del seu article sobre la navegació de l'Endurance, que havia estat presentat prèviament al Journal of Navigation el juliol de 2021. L'article es basava en una reanàlisi dels temps originals d'ocultació lunar. fet per Frank Worsley i Reginald W. James, el físic de l'expedició, utilitzant efemèrides lunars modernes i catàlegs de posicions estel·lars, cosa que va permetre als autors refinar la posició d'enfonsament prevista d'Endurance. Segons els autors, el seu darrer article és "una base més completa, precisa i fiable per determinar la ubicació d'enfonsament més probable d'Endurance". David Mearns va protagonitzar la conferència Taylor de l'EGR del 2022sobre la seva anàlisi i l'article final va aparèixer en línia el 21 de febrer de 2023. Bergman, Mearns i Stuart van rebre un certificat especial d'assoliment del Royal Institute of Navigation "en reconeixement a la seva anàlisi de dades i modelatge pioners que van portar a la ubicació amb èxit del naufragi d'Endurance".

### Descobriment
Les restes naufragades de l'Endurance foren guaitades el 5 de març de 2022. Endurance22 va anunciar, en un comunicat de premsa del 9 de març de 2022, que havien trobat el naufragi al mar de Weddell a una profunditat de 3.008 metres. Tot i que la posició del naufragi es va descriure inicialment com a uns 6,4 km al sud de la ubicació calculada originalment per Worsley, la posició real posteriorment es va desvetllar que era 68°44′21″ S, 52°19′47″ O, que són 4,9 milles nàutiques (9,1 km) al sud, 2,4 milles nàutiques (4,4 km) a l'est (10 km línials de distància total) de la posició donada al registre. Mensun Bound, el director d'exploració de l'expedició, va dir que les habilitats de navegació de Worsley havien ajudat l'expedició a trobar el naufragi; els seus "registres detallats històrics eren inestimables". A més, el gel marí, que cobreix el mar de Weddell durant tot l'any i que històricament ha estat tan gruixut que fa que l'exploració submarina sigui gairebé impossible, es va registrar en els seus nivells més baixos al voltant de l'Antàrtida des que es van començar a mantenir registres de satèl·lits espacials a la dècada de 1970.

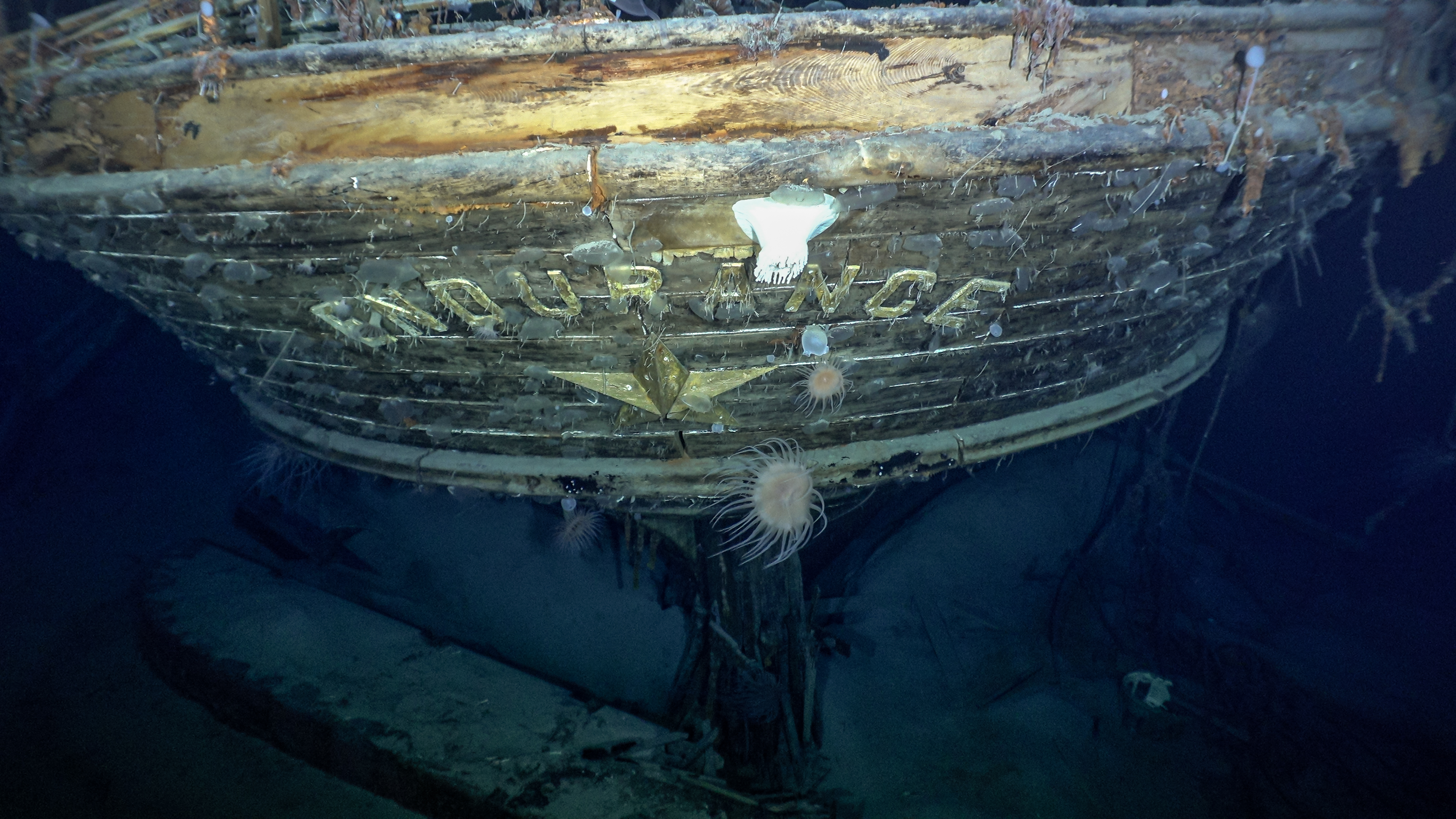
Fotografia de la popa de l'Endurance. Col·laboració entre Falklands Maritime Heritage Trust i National Geographic. 7 de març de 2022

Els descobridors a bord del vaixell de recerca sud-africà S. A. Agulhas II van dir que el naufragi estava en un estat notablement bo i que l'havien filmat i fotografiat extensament, fins i tot amb escaneig 3D d'ultra alta definició. El nom Endurance a la popa roman clarament llegible. D'acord amb la promesa de l'equip, no van rescatar cap part del naufragi ni del seu contingut, ja que el vaixell estava inclòs en la definició de lloc i monument històric protegit tal com s'estableix en el Sistema del Tractat Antàrtic. S'amplia un perímetre de protecció legal al voltant del naufragi de 500 m a 1.500 m.
La recerca de l'Endurance i el seu descobriment van poder ser seguits per estudiants d'arreu del món, gràcies als esforços del soci educatiu de l'expedició, Reach the World. Aquesta empresa, oferia vídeos de l'exploració en directe, va crear material educatiu, i va publicar actualitzacions informatives a intervals regulars abans, durant i després de l'expedició.
L'esdeveniment Goodwood Future Lab del 2025 va incloure una exposició impresa en 3D d'Endurance d'1,5 metres com a part del projecte Seabed 2030.

## Tripulació
La tripulació de l'Endurance en el seu últim viatge estava formada pels 28 homes, inclòs Sir Ernest Shackleton, que s'enumeren a continuació. Els acompanyava la Sra. Chippy, un gat mascle del vaixell, i originalment seixanta-nou gossos de trineu amb ventrades addicionals de cadells nascuts durant l'expedició. Després que l'Endurance quedés atrapat en el gel i fos destruït, Shackleton va decidir que la senyora Chippy i alguns dels gossos més joves no sobreviurien i havien de ser afusellats.
- Sir Ernest Shackleton, promotor de l'expedició
- Frank Wild, segon líder
- Frank Worsley, capità i navegant
- Lionel Greenstreet, primer oficial
- Tom Crean, segon oficial
- Alfred Cheetham, tercer oficial
- Hubert Hudson, navegador
- Lewis Rickinson, enginyer
- Alexander Kerr, enginyer
- Alexander Macklin, cirurgià
- James McIlroy, cirurgià
- Sir James Wordie, geòleg
- Leonard Hussey, meteoròleg
- Reginald James, físic
- Robert Clark, biòleg
- Frank Hurley, fotògraf
- George Marston, artista
- Thomas Orde-Lees, expert en motors i encarregat dels subministraments
- Harry "Chippy" McNish, fuster
- Charles Green, cuiner
- Walter How, mariner plurifuncional
- William Bakewell, mariner plurifuncional
- Timothy McCarthy, mariner plurifuncional
- Thomas McLeod, mariner plurifuncional
- John Vincent, suboficial encarregat del buc i de tot l'equipament relacionat
- Ernest Holness, Encarregat de calderes
- William Stephenson, Encarregat de calderes
- Perce Blackborow, cambrer

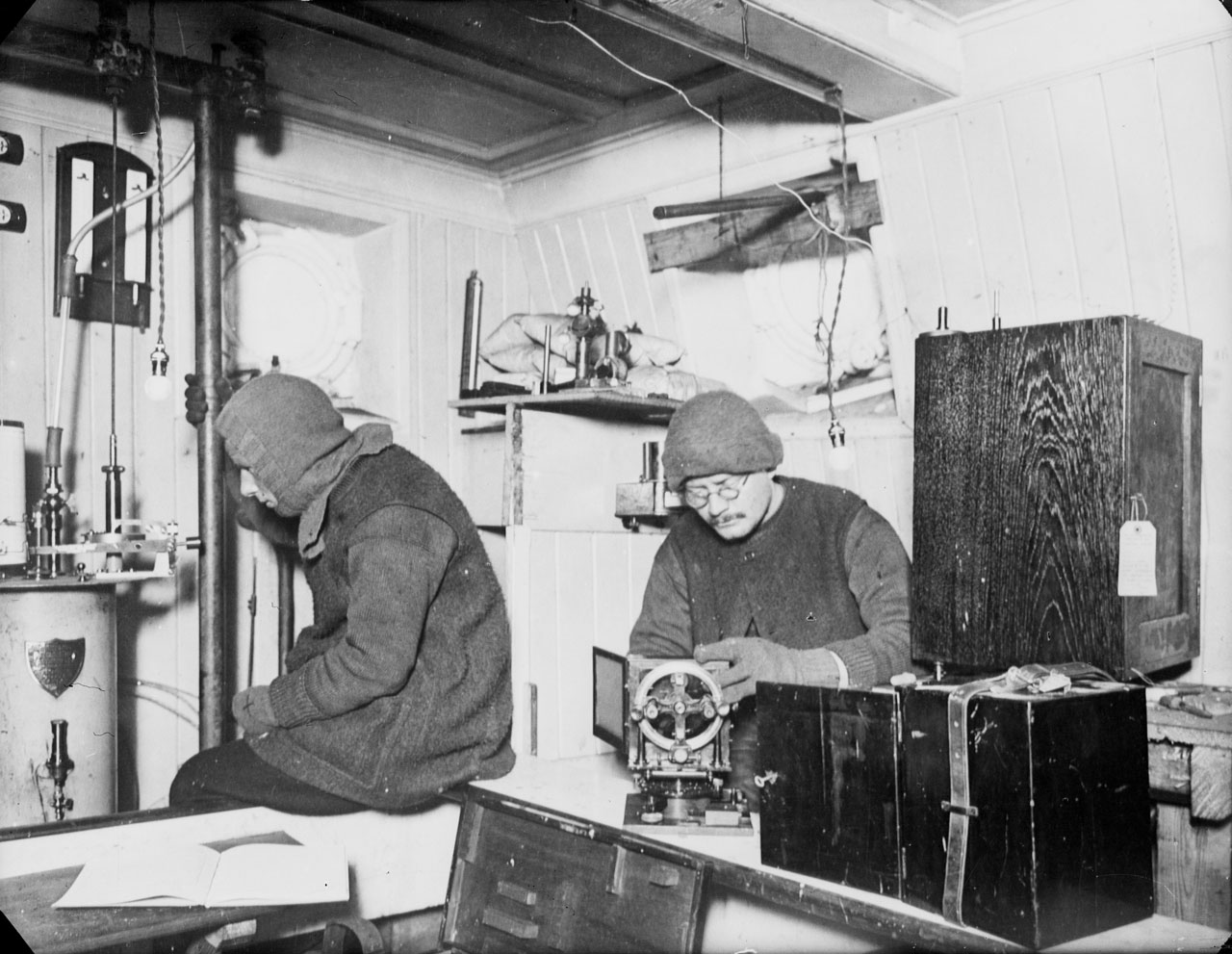
L. Hussey i R. James treballant en el laboratori a bord.
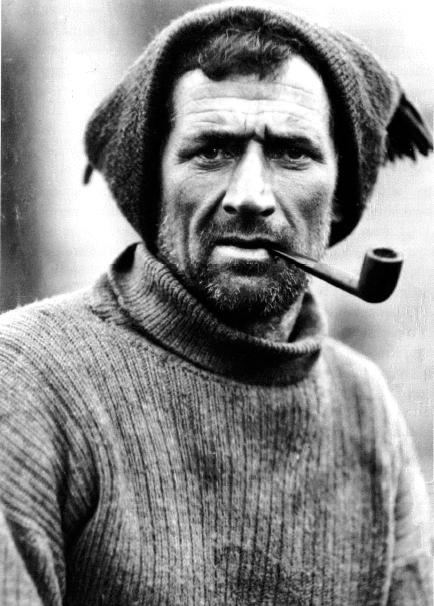
Tom Crean. 2n oficial
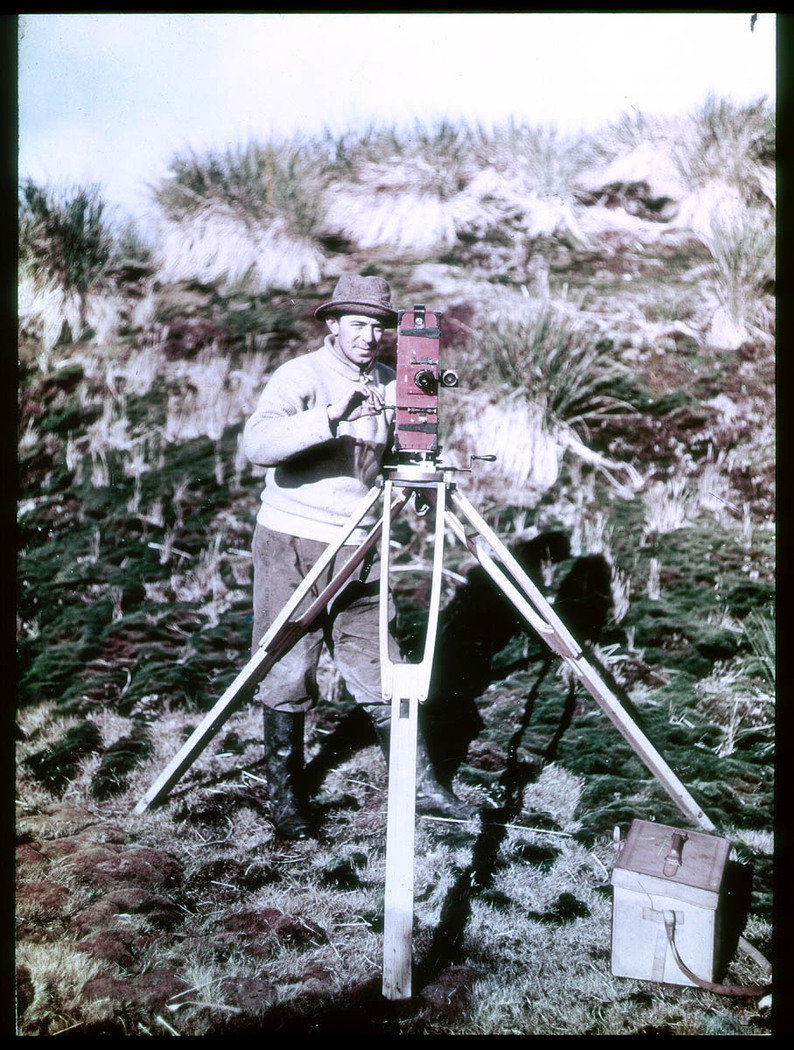
Frank Hurley amb cinematògraf. Geòrgia del Sud.
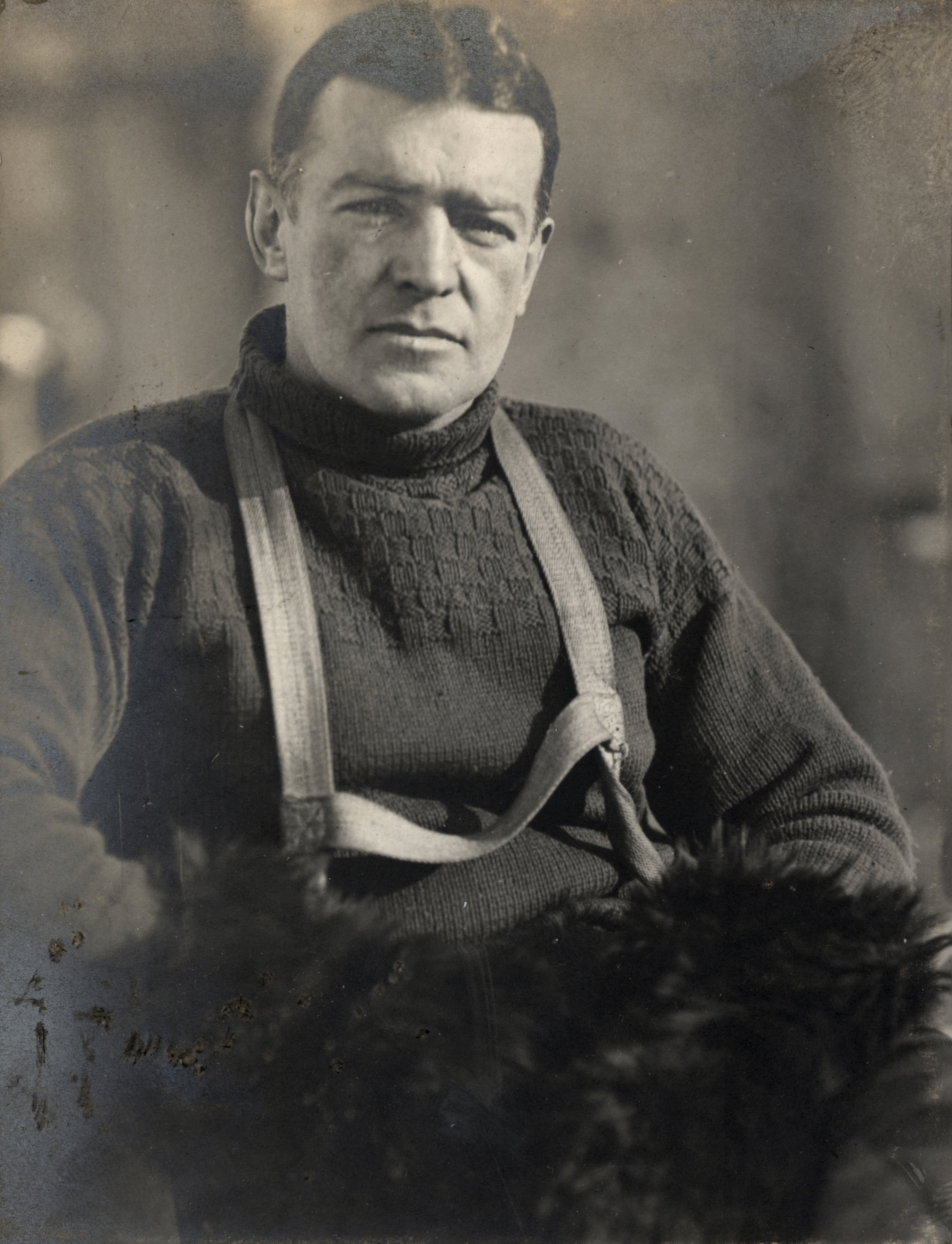
Ernest Shackleton. Líder de l'expedició.

## Llegat
Dos vaixells patrulla antàrtics de la Royal Navy han estat batejats com a Endurance en honor del vaixell de Shackleton. El primer HMS Endurance, botat el maig de 1956 i que va rebre el número de banderí A171 més tard, va servir com a vaixell de patrulla del gel i d'estudi hidrogràfic fins al 1986. El segon HMS Endurance va ser comprat a Noruega el 1991, on havia estat anomenat MV Polar Circle. Després de mantenir inicialment aquest nom, va ser rebatejat com a Endurance, servint com a trencagel. La tripulació de la càpsula espacial d'SpaceX, "Dragon Endurance" va triar-ne el nom en part en honor al vaixell i l'esperit de l'expedició. El 2021, Lindblad Expeditions, juntament amb National Geographic, va fletar l'Endurance, un creuer polar que porta el nom en honor del viatge de Shackleton.
L'empresa LEGO llançà una caixa basada en el vaixell Endurance per al Divendres Negre comercial, el 29 de novembre de 2024.